# 高麗大學站
高麗大學站（：／ Goryeodae yeok */?）副站名鐘岩（종암），是首尔地铁6号线沿線的一座地下車站，位於韓國首爾特別市城北區鐘岩洞與東大門區祭基洞的邊界。首爾輕電鐵東北線完工通車後，預計於本站與6號線交會轉乘。

## 車站構造
站體為2面2線側式月台的地下車站，候車月台設有月台幕門，並有6處出口。

### 月台配置
| 安岩 ↑ |
| \| 上  |
| ↓ 月谷 |

| 月台 | 路線           | 目的地                           |
| ---- | -------------- | -------------------------------- |
| 上行 | ●首尔地铁6号线 | 東廟、孔德、數碼媒體城、鷹岩方向 |
| 下行 | ●首尔地铁6号线 | 石溪、烽火山、新內方向           |

## 歷史
- 2000年12月15日：落成啟用。

## 車站周邊
- 高麗大學
- 鍾岩中學
- 城北老人綜合福祉館
- 祭基市場
- 祭基治安中心
- 韓國國防硏究院（朝鲜语：한국국방연구원）
- 國立山林科學院（朝鲜语：국립산림과학원）
- 皮諾丘身心障礙者自立生活中心
- 首爾崇禮初等學校
- 貞和女子中學、商業高校
- 首爾師範大學附設中學、高校
- 鐘岩洞郵局
- 城北區衛生所
- 韓國開發研究院
- 洪陵樹木園（朝鲜语：홍릉수목원）

## 圖片

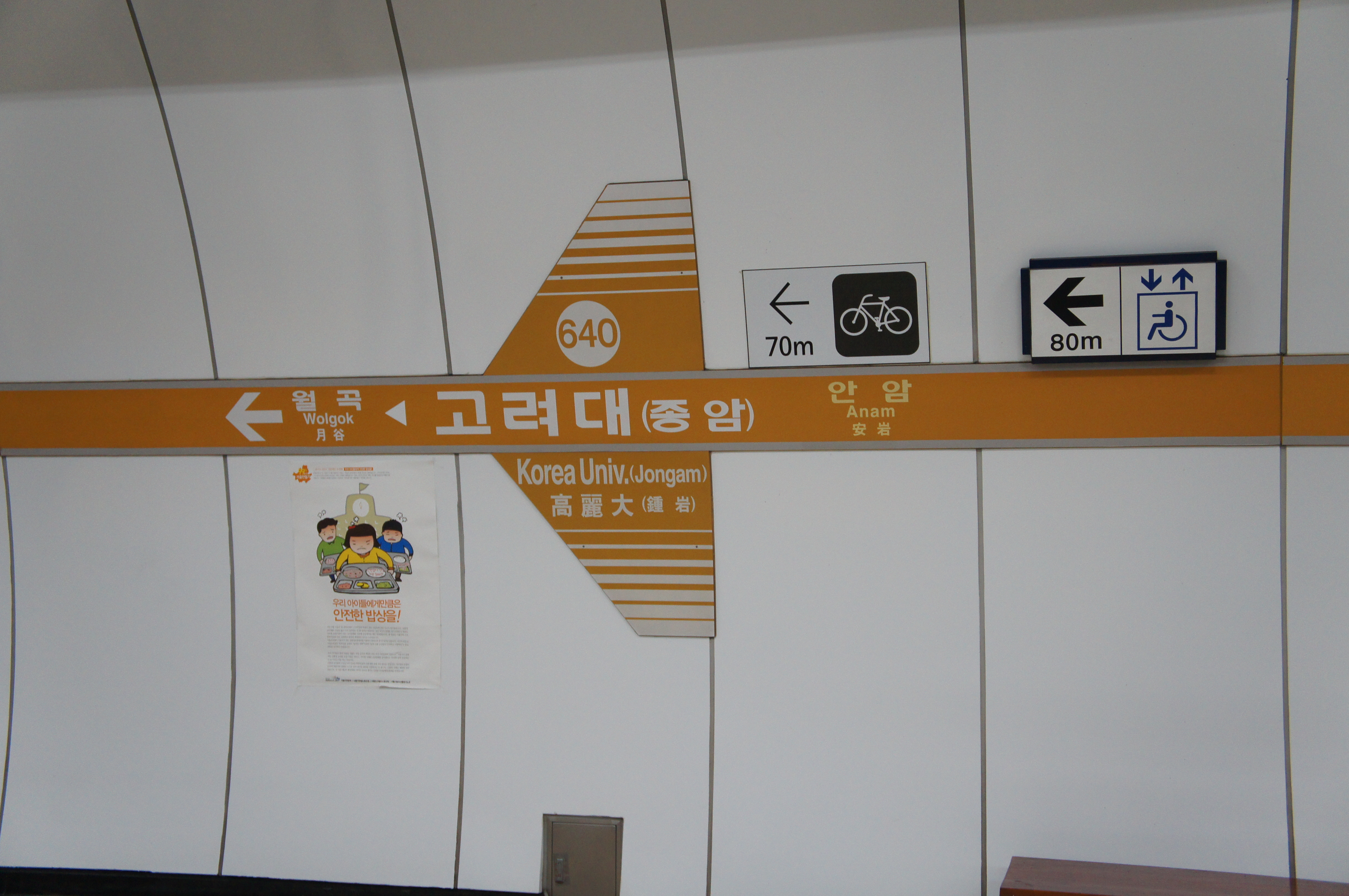
站名牌（更名前）
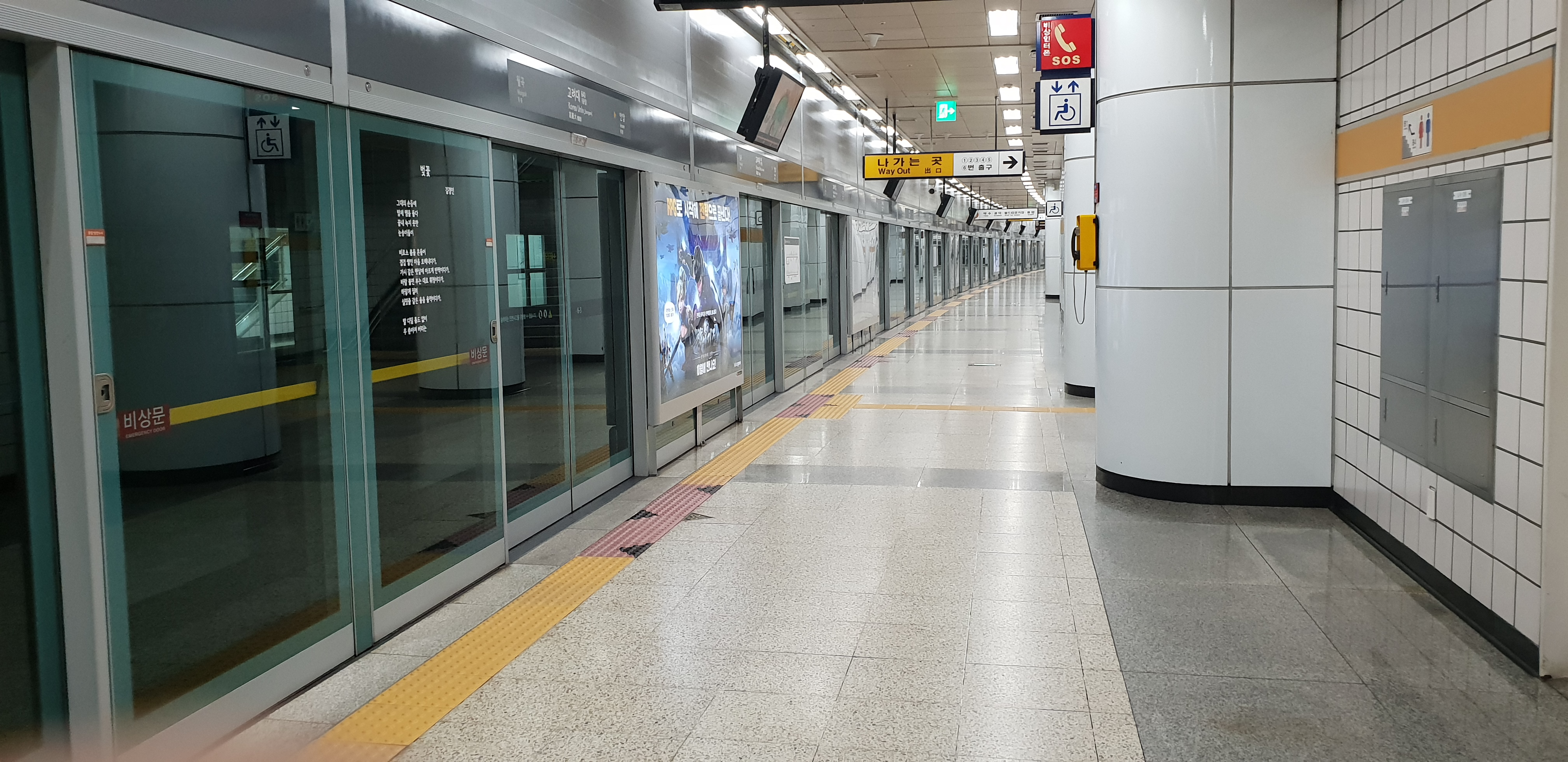
候車月台
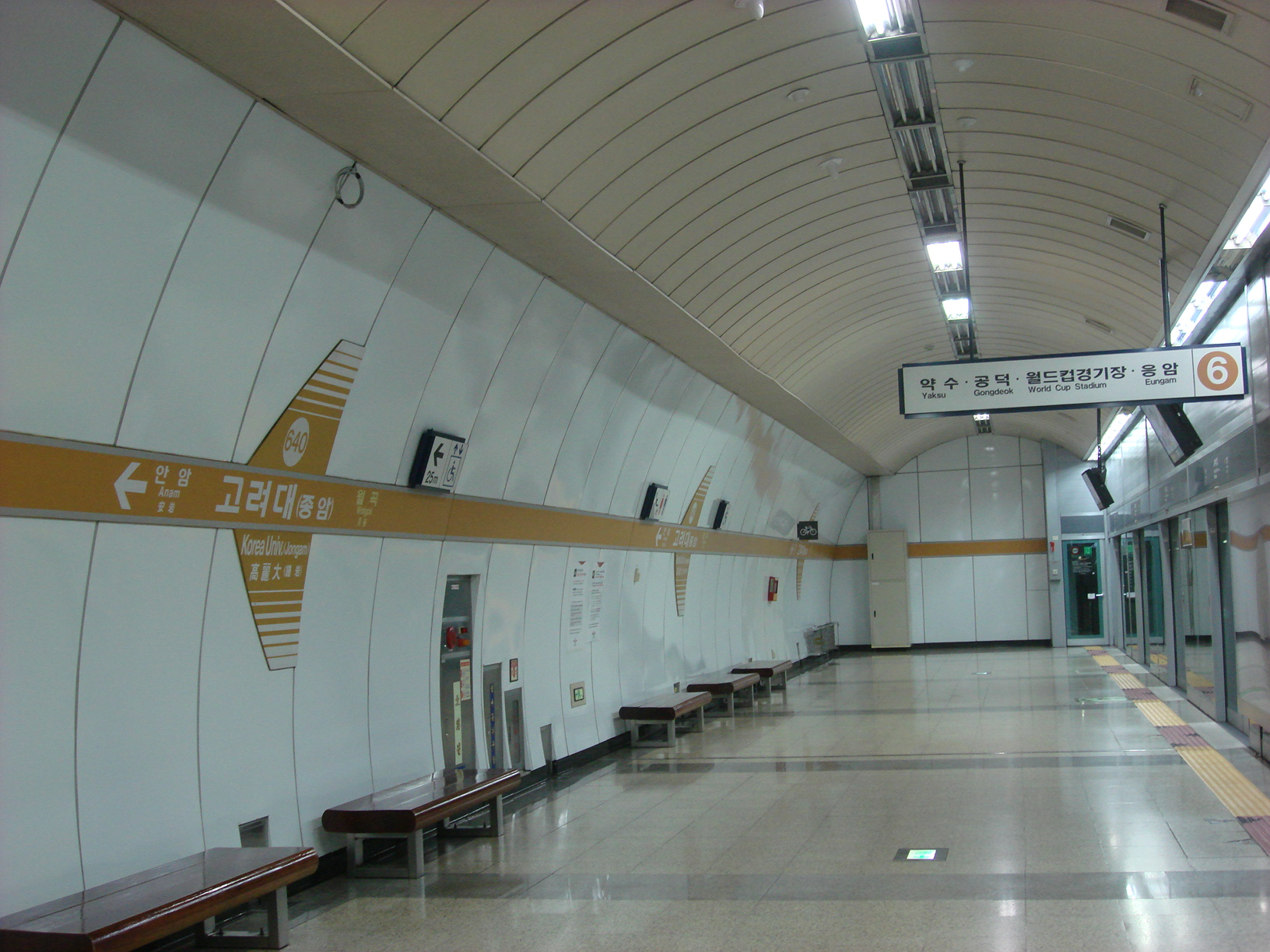
候車月台（往鷹岩方向）
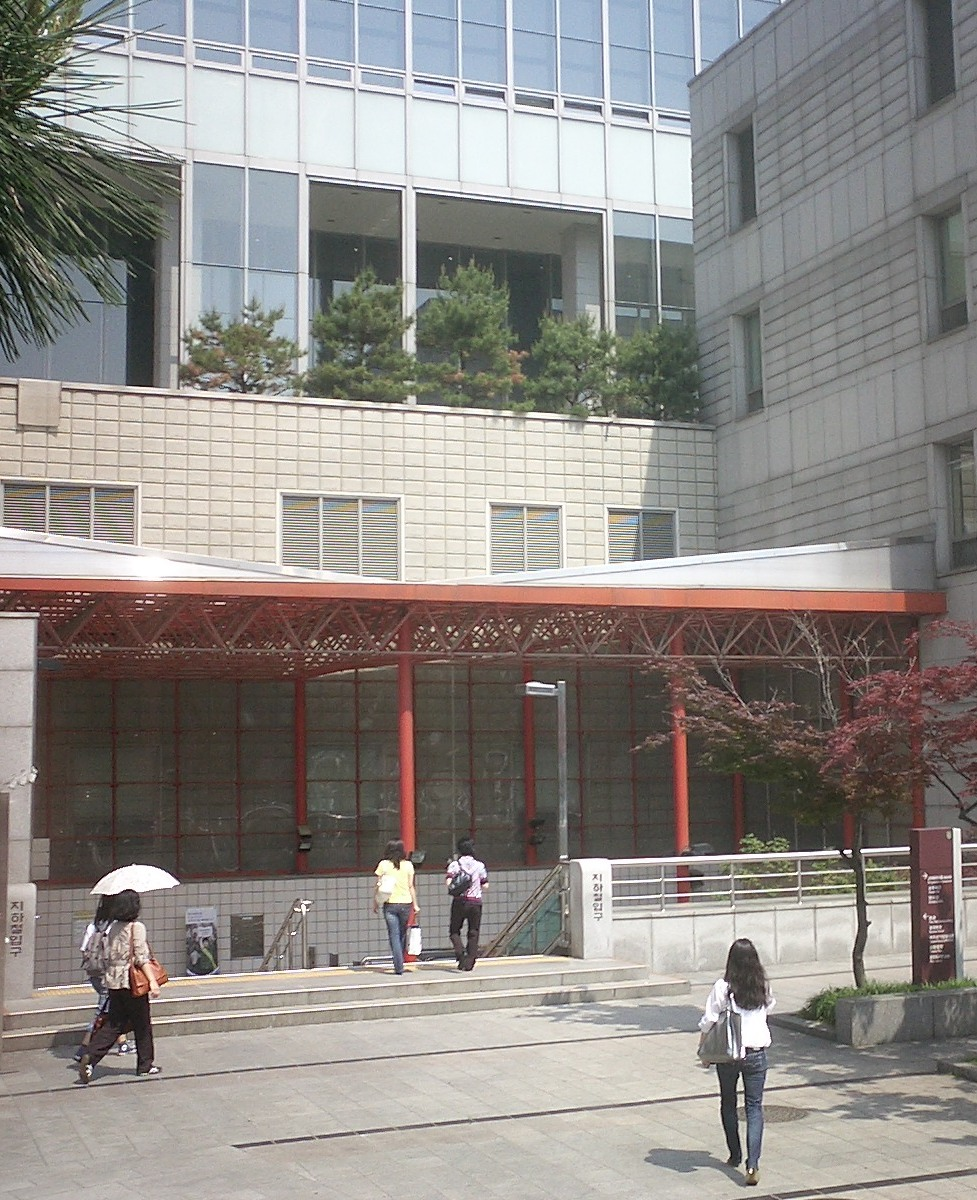
1號出口
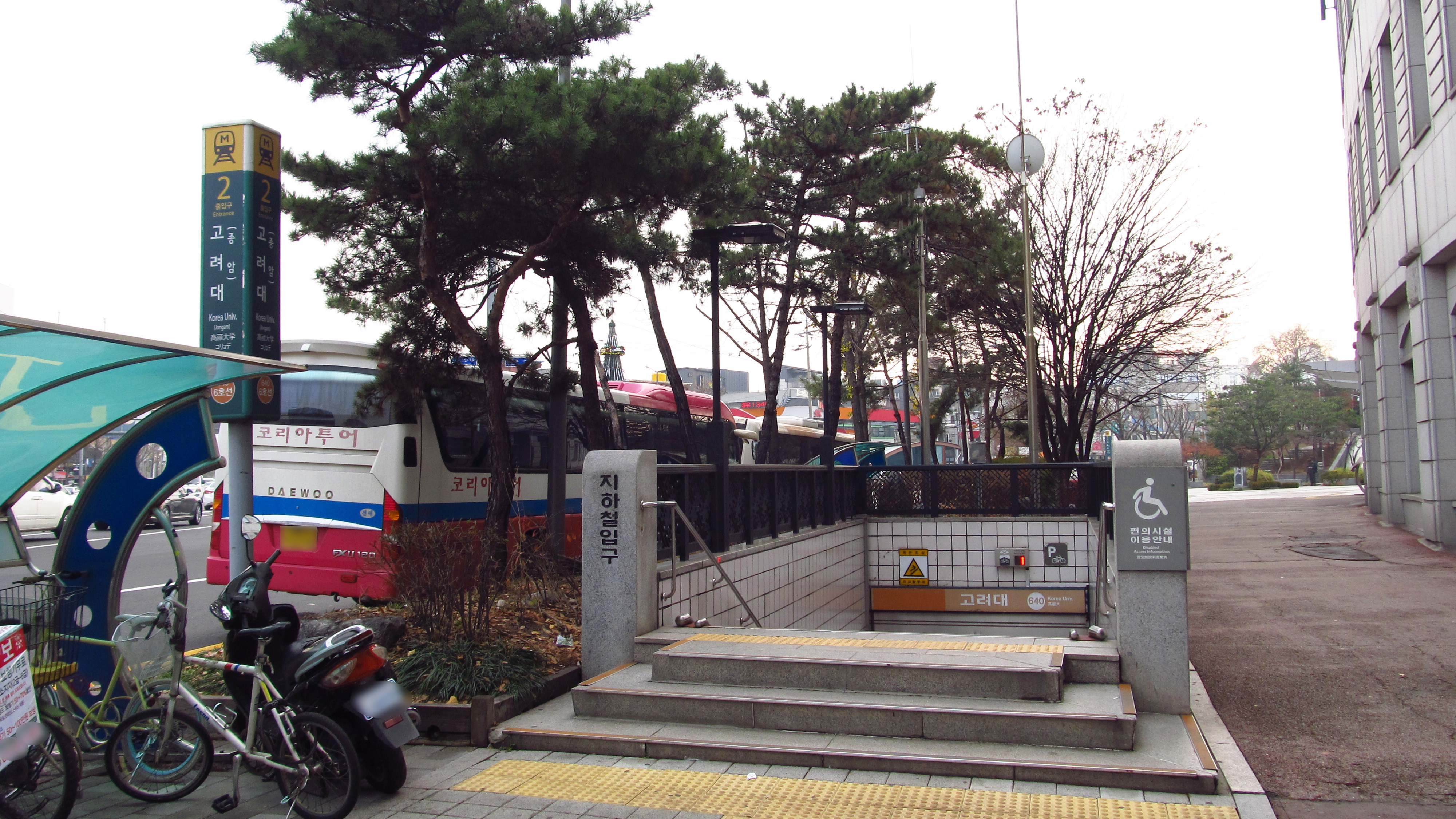
2號出口

## 相鄰車站
首爾交通公社
●首尔地铁6号线
安岩（639）－高麗大學（640）－月谷（641）